# John Sharp
John Sharp (5. srpna 1920 Bradford, Anglie – 26. listopadu 1992 Londýn, Anglie) byl britský herec.

## Filmografie
- 1990
  - Brotherly Love – role: pan Biggs
  - The Prisoner Video Companion
- 1989
  - Djavolji raj – role: Gradonacelnik/The Mayor
- 1986
  - „Lovejoy“ – role: Henry Miller
- 1985
  - The Bride – role: Bailiff
- 1984
  - Duch Vánoc – A Christmas Carol – role: Tipton
  - Přísně tajné! – Top Secret! – role: Maitre D'
- 1983
  - Garderobiér – Dresser, The – role: pan Bottomley
  - Number 10 - role: Vincent
  - The Aerodrome – role: The Squire
- 1982
  - The Return of the Soldier – role: Pearson
- 1981
  - The Bunker – role: Dr. Morell
- 1980
  - Ďábelský plán dr. Fu Manchu – Fiendish Plot of Dr. Fu Manchu, The – role: Sir Nules Thudd
- 1979
  - Mani di velluto – role: Benny
  - The Quiz Kid – role: Stanwell
- 1978
  - All Creatures Great and Small – role: pan Biggins
  - Chemins de l'exil ou Les dernières années de Jean-Jacques Rousseau, Les – role: David Hume
  - The Famous Five – role: The Guv
- 1977
  - Nepovedené dobrodružství – Jabberwocky – role: Sergeant at Gate
  - Robin's Nest role: Butcher
- 1976
  - John Macnab – role: Lord Claybody
- 1975
  - Barry Lyndon – role: Doolan
  - Dawson's Weekly – role: George
  - Doctor on the Go – role: Lord Mossop
  - Galileo – role: Monk Official
- 1974
  - Jestli se rozzlobíme, budeme zlí – Altrimenti ci arrabbiamo – role: Šéf
  - Churchill's People – role: Valerius
  - Not on Your Nellie – role: Willie Winterbottom
  - Wodehouse Playhouse – role: plukovník Pushley-Drake
- 1973
  - And Now the Screaming Starts! – role: Henry's friend
  - The Wicker Man – role: Doctor Ewan
- 1972
  - The Wicker Man – role: Doctor Ewan
  - Adam Smith – role: Koornhof
  - Bratr Slunce a sestra Luna – Fratello Sole, sorella Luna – role: biskup Guido
  - Fratello sole, sorella luna – role: Bishop Guido
  - That's Your Funeral – role: Mayor
  - The Edwardians – role: Pearson
- 1971
  - „The Onedin Line“ – role: Percy Spendilow
  - Doctor at Large – role: pan Brisket
- 1970
  - "Play for Today" – role: Arthur Trantor
  - Spring and Port Wine – role: Bowler 4
- 1969
  - In Loving Memory role: Adam Unsworth
  - Randall and Hopkirk (Deceased) – role: Sagran
  - The Liver Birds – role: pan Barrett
- 1968
  - Mrs. Brown, You've Got a Lovely Daughter – role: Oakshot
  - Nearest and Dearest – role: Harry Hardcastle
- 1967
  - Champion House – role: Bob Sunter
  - The Prisoner – role: Number Two
  - Bílý autobus – The White Bus – role: Nosič
  - Three Bites of the Apple – role: Joe Batterfly
- 1966
  - Nepochopený – Incompreso – role: strýc William
  - Mystery and Imagination – role: Dr. Peters
  - The Liars – role: Spoffin
- 1965
  - Bunny Lake Is Missing role: Fingerprint Man
  - Londoners role: The Professor
  - Play of the Month role: pan Emerson
- 1964
  - The Wednesday Play – role: Charlie
  - Thursday Theatre – role: Alderman Joseph Helliwell
- 1962
  - „Z Cars“ – role: pan Rudkin / ...
  - Dr. Finlay's Casebook – role: Sir Guy Melvin
  - Stork Talk - role: Papa Pierre
- 1961
  - The Avengers – role: Jonathan Jupp
  - The Golden Rabbit – role: Peebles
- 1960
  - „The Sunday-Night Play“ – role: Arthur Feltham
  - Coronation Street – role: Les Clegg
  - Maigret – role: Cajou
- 1959
  - Left Right and Centre – role: pan Reeves
  - No Hiding Place – role: pan Newman
- 1954
  - Child's Play – role: Police Sergeant Butler
  - The House Across the Lake – role: pan Hardcastle
- 1952
  - Angels One Five – role: 'Boss'
- 1951
  - A Case for PC 49 – role: Desk Sergeant
- 1950
  - „BBC Sunday Night Theatre“ – role: Walter Wagstaff
  - Night and the City – role: Man
  - Your Witness – role: Police Constable Hawkins
- 1949
  - Celia: The Sinister Affair of Poor Aunt Nora role: pan Haldane